# Sejm Rzeczypospolitej Polskiej IV kadencji (1935–1938)
Sejm IV kadencji utworzony został w wyniku wyborów przeprowadzonych w Polsce 8 września 1935 (poprzedni Sejm III kadencji rozwiązany został 10 lipca 1935).
Sejm IV kadencji rozwiązany został 13 września 1938 przez prezydenta RP, Ignacego Mościckiego. Następny sejm, Sejm V kadencji, utworzony został w wyniku wyborów 6 listopada 1938.